# Linapacan

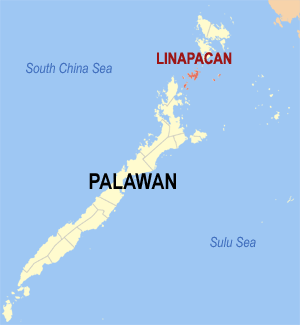
Bản đồ Palawan với vị trí của Linapacan

Linapacan là một đô thị hạng 5 ở tỉnh Palawan, Philippines. Theo điều tra dân số năm 2000, đô thị này có dân số 9.198 người trong 1.721 hộ.

## Barangay
Linapacan được chia thành 10 barangay.
- Barangonan (Iloc)
- Cabunlawan
- Calibangbangan
- Decabaitot
- Maroyogroyog
- Nangalao
- New Culaylayan
- Pical
- San Miguel (Pob.)
- San Nicolas